# Aszraf Baznani
Aszraf Baznani (arab. ‏أشرف بزناني‎, ur. 30 czerwca 1979 w Marrakeszu) – marokański artysta, reżyser i fotograf.

## Życiorys
Baznani jest samoukiem, fotografią zainteresował się, gdy jako nastolatek otrzymał w prezencie aparat. Nagrał kilka filmów krótkometrażowych i dokumentalnych (m.in. „On”, „The Forgotten” „The Immigrant”), za które otrzymał krajowe i międzynarodowe nagrody. 
W 2014 roku ukończył „Projekt 52”, którego celem było zrobienie surrealistycznego zdjęcia każdego tygodnia w ciągu roku.

## Książki
- 2014: „Through my lens”, ISBN 978-1-5027-9338-6[7]
- 2014: „Inside my dreams”, ISBN 978-1-5028-5658-6[7]

## Wystawy
- 2018: Africa Photo Festival, New York
- 2018: On the Road, Cube Gallery, Patras, Greece
- 2017: Nordart 2017, Germany
- 2016: International Surrealism Now, Coimbra[8][9]
- 2016: Sztuka ludzi o ludziach, Gräfelfing[10]
- 2016: Galeria Fundacji Muhammada VI, Rabat[11]
- 2016: Ivoire Golf Club, Abidżan, Wybrzeże Kości Słoniowej[12]
- 2015: Luwr, Paryż[13]
- 2015: Galeria 127, Marrakesz[14]

## Nagrody
- 2016: Golden Ribbon, Notindoor photography magazine contest[15]
- 2016: Golden Orchid Grand Prize[16]
- 2016: International Prize Colosseo, Rzym[17]
- 2016: Kunst Heute Award, Niemcy[18]
- 2017: International Prize Galilei Galileo, Piza, Włochy
- 2017: Fine Art Photography Awards – Nominee Conceptual Category, Londyn, Anglia
- 2017: 2nd Prize Winner, Silver Medal, 100 Arab Photographers Award, Niemcy